# Консервативные
Новая консервативная партия (латыш. Jaunā konservatīvā partija), с 2022 по 2023 – «Консервативные» (латыш. Konservatīvie) — латвийская либерал-консервативная партия.

## Формирование
Основана 17 мая 2014 года 223 гражданами в здании Рижского латышского общества. Председателем был избран известный политик, экс-министр юстиции (2012—2014) Янис Борданс. В партию вошли депутат от Энгурского края Янис Томелс, бывший бригадный генерал Гундарс Аболс, депутат от Кегумса Кристапс Руде и председатель Видземской ассоциации туризма Райтис Сиятс, депутат Сейма 11-го созыва Давис Сталтс, фольклорист Хелми Сталте, профессор Латвийского университета Гунтарс Вайварс, экономист Кришьянис Фелдманс, глава образовательно-культурного центра Ропажи Санита Мегере-Клевинска, госаудитор Землита Шире.
4 августа 2014 года на выборы в Сейм от партии было выдвинуто 5 кандидатов: Борданс, Томелс, Аболс, Фелдманс, а также писательница Эва Мартужа.
Президиум партии был обновлён 28 марта 2015 года, 19 марта 2016 года и 18 марта 2017 года.
28 февраля 2017 в партию вступила замглавы KNAB Юта Стрике, присоединившаяся к своему коллеге, начальнику отдела оперативных разработок KNAB Юрису Юрашу, вступившему 9 января того же года.

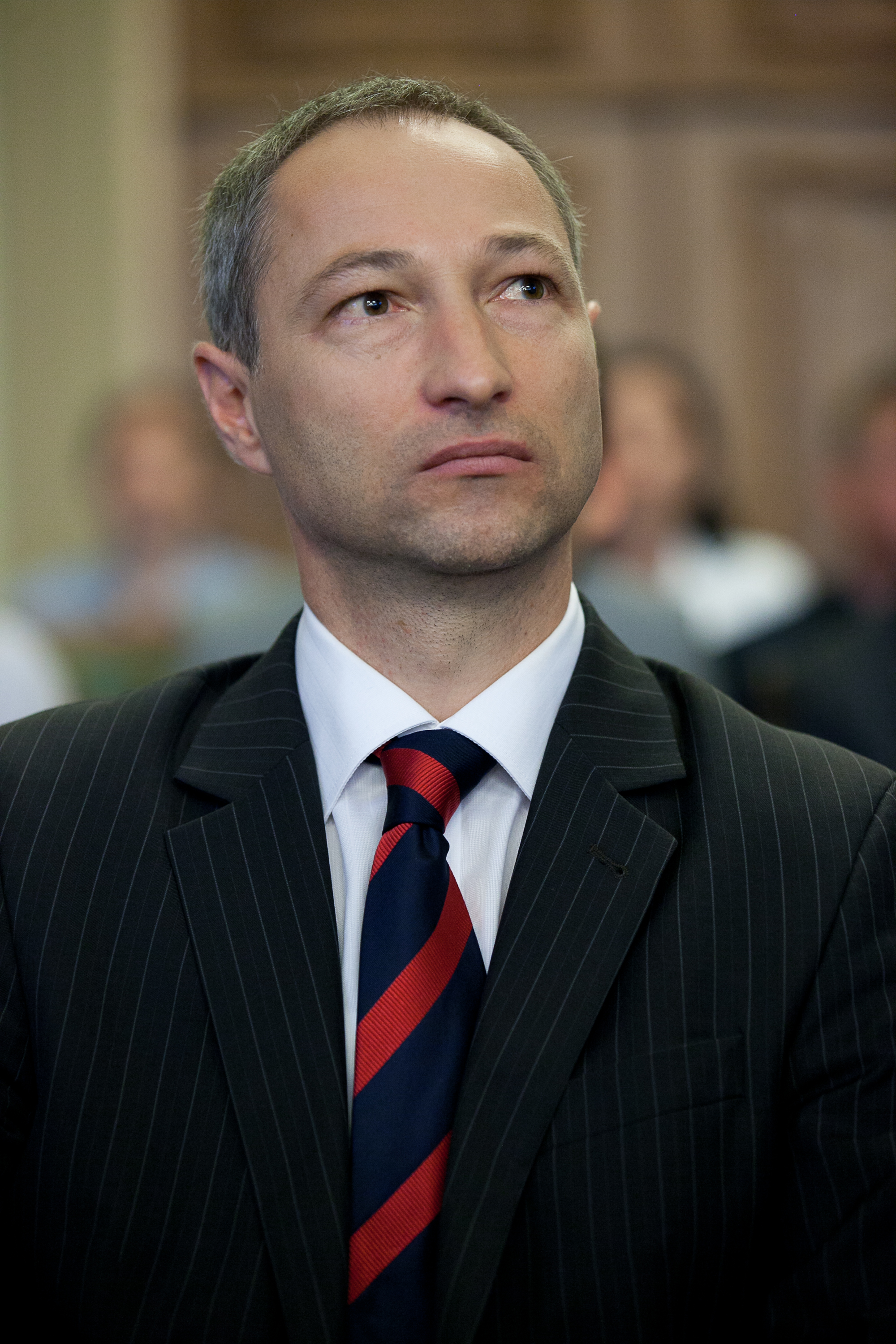
Янис Борданс

## Участие в выборах
По состоянию на начало 2018 года партия не была представлена в Сейме, Европарламенте или Кабинете министров, но имела депутатов в Рижской думе (9 мест из 60).
На выборах в парламент Латвии в 2018 году Новая консервативная партия заняла третье место, получив 113 045 голосов или 13,58 %.
7 ноября 2018 года президент Латвии Раймондс Вейонис выдвинул лидера Новой консервативной партии Яниса Борданса на пост премьер-министра и поручил ему в течение двух недель предложить состав правительства и обеспечить ему поддержку парламентского большинства. 14 ноября 2018 года кандидат в премьер-министры Латвии от Новой консервативной партии Янис Борданс заявил, что не смог сформировать правительство страны.
После того, как Янису Бордансу не удалось сформировать правительство, 26 ноября 2018 года президент Латвии Раймондс Вейонис поручил эту миссию кандидату от партии «Кому принадлежит страна?» Алдису Гобземсу и в конце концов представителю «Нового единства» Кришьянису Кариньшу, который и сформировал правительство.

## Политическая программа
На выборы в 13-й Сейм новые консерваторы шли с «Планом действий — 500!» («Rīcības plāns — 500!»), который предусматривал установление не облагаемого подоходным налогом с населения минимума зарплаты и пенсии в 500 евро (аналогично тому, как это установлено в Эстонии, вместо соответственно 200 евро и 250 евро), а также минимальной зарплаты в 500 евро. «Существующее правительство утверждает, что наш план нереален ввиду его воздействия на госбюджет. Оно утратило любые амбиции и веру в Латвию и в том, что мы достигнем уровня Эстонии и Литвы в своем развитии. Ясно, что стране нужны основательные реформы для быстрого развития экономики», — утверждалось в партийном манифесте. Кроме того, партия предлагала повысить минимальную пенсию до 200 евро, оказав тем самым поддержку 55 тысячам стариков, которые получали менее этой суммы и даже менее 100 евро в месяц. Для роста рождаемости предлагалось увеличить детские пособия: на одного ребёнка с 11 евро до 50, на двух до 150 (вместо 33) и на трех до 300 (вместо 67).
Однако ни в 2019-м, ни в 2020 году эти обещания партии реализованы не были, хотя она вошла в правительственную коалицию. 21 июля 2020 года большинство парламента отвергло поданные группой депутатов от партии «Согласие» поправки к закону «О подоходном налоге с населения» № 751/Lp13, предусматривавшие установление не облагаемого подоходным налогом минимума в размере 500 евро.
Депутат от НКП Юрис Юрашс в марте 2022 вышел из сейма в связи в вступлением ИЛТО.